# Ernst Musfeld
Ernst Max Musfeld (geb. 14. Dezember 1900 in Basel; gest. 15. August 1964 in Mendrisio) war ein Schweizer Maler und Grafiker.

## Leben und Werk
Ernst Musfelds Vater war der Gärtnermeister Karl Rudolf Musfeld. Dieser kam aus dem Brandenburgischen als Gehilfe nach Lörrach in die Gärtnerei Steib, wo er die dortige Köchin und spätere Ehefrau Luise, geborene Keller kennenlernte. Um den Steibschen Landbesitz in Basel zu bewirten, zog das Ehepaar an den Eisenbahnweg, wo Musfeld als jüngstes Kind zusammen mit seinen sechs Brüdern und vier Schwestern aufwuchs.
Ernst Musfeld absolvierte von 1916 bis 1919 Basel eine Schlosserlehre. Anschliessend arbeitete er auf seinem Beruf und als Heizungsmonteur. Die Jahre 1922 und 1923 verbrachte er als Heizer und Maschinist auf den Rheinbooten «Bern» und «Zürich». In diesen zwei Jahren entstanden erste Landschaftsbilder.
Wieder in Basel arbeitete Musfeld als Hafenarbeiter und malte in seiner Freizeit. Die Van-Gogh-Ausstellung im Frühjahr 1924 in der Kunsthalle Basel waren für ihn Wegweisend. In der Folge belegte er Kurse an der Allgemeinen Gewerbeschule Basel, wo er u. a. von Hermann Meyer unterrichtet wurde.
Ab 1925 stellte er regelmässig seine Werke an den Weihnachtsausstellungen der Basler Künstler in Basel aus und beteiligte sich an Turnusausstellungen. Ernst Musfeld war Mitbegründer der Basler Künstlervereinigung Gruppe 33 und wie viele seiner Künstlerkollegen, mausarm. Einige seiner Werke gingen aus den Wettbewerben des Kunstkredits Basel-Stadt hervor.
Im Oktober 1925 heiratete er Maria genannt Mix, geborene Menn, (geb. 1891). Ihre Hochzeitreise verbrachten sie in Besazio und wohnten bei Otto Staiger. In der Folge entschloss sich das Ehepaar in Mendrisiotto zu wohnen, wo Musfeld dem anerkannten Tessiner Künstlerkreis angehörte sowie an zahlreichen Ausstellungen teilnahm. 
Drei Jahre später konnte das Ehepaar ein Haus in Besazio erwerben, wo sie mit ihren drei gemeinsamen Töchter und dem Grossvater von Maria, Jakob Gaudenz Menn (gest. 1935) als Selbstversorger lebten. Angeregt durch seine Ehefrau beschäftigte sich Musfeld auch mit der Anthroposophie. Seine Lieblingsschriftsteller waren Charles-Louis Philippe und Stefan Zweig.
1931 war Musfeld mit sechs Ölbilder im Kunsthaus Zürich und in der Kunsthalle Basel mit zwölf Aquarellen vertreten. Im gleichen Jahr stellte er im Oktober in einer Einzelausstellung im «Koller-Atelier» in Zürich erfolgreich 51 seiner Aquarelle aus. 1933 konnte Musfeld nach eigenen Plänen auf seinem Grundstück ein kleines Atelierhaus erstellen, wo ihn zahlreiche seiner Künstlerkollegen aus Basel und dem Tessin besuchten.
Die letzte grosse Ausstellung der Gruppe 33 im Jahr 1963 wurde durch den grossen Verkaufserfolg, zu einer seiner letzten Bestätigung seines künstlerischen Schaffens. Ernst Musfeld verstarb im Spital Mendrisio an einer Herzschwäche.